# 巴尼奧斯區
10°04′22″S 76°44′01″W / 10.07278°S 76.73361°W
巴尼奧斯區（西班牙語：Distrito de Baños），是秘魯的一個區，位於該國中部瓦努科大區的勞里科查省，面積182.7平方公里，海拔高度3,409米，2005年人口5,435，人口密度每平方公里30人。